# Lorentzov faktor
Lorentzov faktor (oznaka γ) je uobičajen pojam u posebnoj teoriji relativnosti, nazvan po nizozemskom fizičaru H. A. Lorentzu. Uobičajeno se određuje kao:
{\displaystyle \gamma ={\frac {1}{\sqrt {1-{\frac {v^{2}}{c^{2}}}}}}={\frac {1}{\sqrt {1-\beta ^{2}}}}}
gdje je: v - je relativna brzina između promatrača i objekta koji se kreće, c -  brzina svjetlosti.

## Lorentzove transformacije
Lorentzove transformacije (po H. A. Lorentzu) su algebarske linearne relacije koje povezuju koordinate (x, y, z, t) nekoga fizičkog događaja u mirnome sustavu S (x, y, z, t) s pripadajućim koordinatama (x', y', z', t' ) u sustavu S' (x', y', z', t' ) koji se prema sustavu S giba uzduž osi x stalnom brzinom v. One se danas izvode, dokazuju i tumače iz dva postulata Einsteinove posebne teorije relativnosti (1905.): 
1. postulata o konstantnosti brzine svjetlosti c u svim inercijskim sustavima bez obzira na brzinu sustava, izvora ili detektora svjetlosti, te
2. postulata kovarijantnosti da prirodni zakoni moraju imati isti oblik u svim inercijskim sustavima.

Polazeći od toga da svjetlosni signali (fotoni) putuju brzinom c u oba sustava i da se pravocrtna gibanja iz jednoga, kao takva, vide i u drugom sustavu i obratno (x = c∙t i x' = c∙t' ), kao i od načela relativnosti (zamjene uloge sustava S i S' i koordinata u njima), dobivaju se uz odgovarajući algebarski formalizam Lorentzove transformacije u obliku:
{\displaystyle t'=\gamma \cdot (t-{\frac {v}{c^{2}}}\cdot x)}
{\displaystyle x'=\gamma \cdot (x-v\cdot t)}
{\displaystyle y'=y}
{\displaystyle z'=z}
gdje se γ uobičajeno naziva Lorentzovim faktorom i vrijedi: 
{\displaystyle \gamma ={\frac {1}{\sqrt {1-{\frac {v^{2}}{c^{2}}}}}}={\frac {1}{\sqrt {1-\beta ^{2}}}}}
Obratne (inverzne) transformacije dobivaju se zamjenom v s –v u već napisanim odnosima, na primjer: 
{\displaystyle t=\gamma \cdot (t'+{\frac {v}{c^{2}}}\cdot x')}
{\displaystyle x=\gamma \cdot (x'+v\cdot t')}
{\displaystyle y=y'}
{\displaystyle z=z'}
Jedna je od temeljnih simetrija u fizici invarijantnost fizičkih zakona na Lorentzove transformacije (relativistička invarijantnost): jednadžbe fizike u svakom teoretskom pokušaju trebaju imati isti oblik u svim inercijskim sustavima. U modernoj fizici elementarnih čestica, invarijantnost se općenito postiže zapisom veličina i jednadžbi u 4-vektorskoj formulaciji, po uzoru na 4 koordinate prostor–vremena u posebnoj teoriji relativnosti.

### Vremenska dilatacija
Na temelju svojih dvaju postulata Einstein je dobio jednadžbe identične Lorentzovim jednadžbama. Iz dobivenih jednadžbi izveo je Lorentzovu kontrakciju dužina i takozvanu dilataciju vremena, to jest rezultat da sat u gibanju ide polaganije ako ga usporedimo sa satovima sustava u kojem mjerimo. U sustavu koji se giba brzinom v sat će ići sporije t od isto takva sata t0 u sustavu koji miruje. Taj se učinak naziva relativistička dilatacija vremena:
{\displaystyle t=\gamma \cdot t_{0}={\frac {t_{0}}{\sqrt {1-{\frac {v^{2}}{c^{2}}}}}}\,}

### Kontrakcija dužine
Druga je posljedica Lorentzovih transformacija kontrakcija dužine u smjeru gibanja. Njezina duljina L u sustavu mirovanja mjeri se kraćom od one vlastite L0 u sustavu koji se giba brzinom v, po jednakosti:
{\displaystyle l={\frac {l_{0}}{\gamma }}=l_{0}\cdot {\sqrt {1-{\frac {v^{2}}{c^{2}}}}}}
gdje je: v - je relativna brzina između promatrača i objekta koji se kreće, c -  brzina svjetlosti. Dimenzije nekoga tijela ne mogu se isto tako apsolutno odrediti kao ni vrijeme, jer i one ovise o stanju opažača. Einstein je izveo i teorem adicije brzina, kojim pokazuje da superpozicijom dviju brzina manjih od brzine svjetlosti opet izlazi brzina manja od brzine svjetlosti makar svaka od njih prelazi polovicu brzine svjetlosti. Dok su u Lorentza transformirane koordinate samo pomoćne varijable, u Einsteina su to prave fizičke veličine. Lorentzovo lokalno vrijeme, koje on razlikuje od pravoga vremena, u Einsteina postaje vrijeme dotičnoga sustava i ravnopravno je s vremenskim podatcima bilo kojega drugog sustava. Preračunavanje takvih podataka iz sustava u sustav sadržano je u jednadžbama transformacije. Time je karakteriziran možda najveći misaoni korak koji je učinio Einstein. Odbacio je koncepciju Newtonova apsolutnoga vremena označenu riječima: "Apsolutno, istinsko i matematičko vrijeme teče jednoliko po sebi i po svojoj prirodi i bez odnosa spram bilo čega izvanjskoga, a drugim se imenom zove trajanje". Jedan je od najdubljih rezultata Einsteinove pronicave analize spoznaja da istodobnost dvaju prostorno udaljenih događaja nije apsolutna činjenica, već da ovisi o tome u kojem se koordinatnom sustavu ti događaji promatraju.